# Mosebølle (plante)
 For alternative betydninger, se Mosebølle. (Se også artikler, som begynder med Mosebølle)
Mosebølle (Vaccinium uliginosum) er en 10-80 cm høj dværgbusk, der i Danmark oftest vokser på mager bund i heder. Blomsterne er krukketformet, og bærrene er blåduggede og ovale. I modsætning til blåbær er frugtkødet hvidt og saften smitter ikke af på tænderne. Bladene er uden mørke kirtler på undersiden i modsætning til Tyttebær.

## Beskrivelse
Mosebølle er en løvfældende dværgbusk med en fintgrenet, opret vækst. Stænglerne er brune og runde i tværsnit. De bærer de spredtstillede blade, der er omvendt ægformede med fint takket rand. Oversiden er mørkegrøn med netagtige bladnerver, mens undersiden er lyst blågrøn. Høstfarven er rød til orange.
Blomstringen sker i Danmark maj-juni, hvor de klokkeformede, hvide blomster sidder enkeltvis i bladhjørnerne. Frugterne er blåduggede, ovale bær med lyst frugtkød.
Rodnettet består af meget fint trævlede rødder (rodfilt), som har symbiose med én eller flere svampe i form af mykorrhiza.
Højde x bredde og årlig tilvækst: 0,75 x 0,75 m (5 x 5 cm/år).

## Voksested
Mosebølle er udbredt i Nordamerika og Europa, hvor den findes på sur, næringsfattig og fugtig bund i let skygge. Den er desuden ret almindelig i store dele af Grønland, hvor den udgør et kærkomment supplement af C-vitamin.
I Danmark er mosebølle almindelig i Vest- og Nordjylland på mager tørvebund i både fugtig og tør hede. I resten af landet er den sjælden.
I Lyngby Åmose nord for København findes flere fattigkær, hvor arten vokser sammen med bl.a. Blåbær, Revling, Hedelyng, Klokke-Lyng og Tue-Kæruld samt en række forskellige arter af Tørvemos, deriblandt Butbladet Tørvemos og Rød Tørvemos .

## Bær
Bærrene er lidt fade i smagen. De har ikke samme smagsfylde og sødme som blåbær, og farver ikke tænderne, som blåbær gør. Mosebøllebær må ifølge Fødevarestyrelsen ikke sælges som blåbær.
| Portal | Portal:Botanik |